# زمین‌لرزه ژوئیه ۲۰۱۸ لومبوک
زمین‌لرزه ژوئیه ۲۰۱۸ لومبوک (انگلیسی: 2018 Lombok earthquake) در صبح روز ۲۹ ژوئیه زمانی رخ داد که زمین‌لرزه ۶٫۴ ریشتری به جزیره لومبوک در اندونزی، در عمق میدان کم وارد شد. رومرکز در ناحیه سمبلاون، شرق لومبوک قرار داشت. میزان خسارات، گسترده در این ناحیه گزارش شده‌است. مقامات تأیید کرده‌اند که ۱۶ نفر در این زمین‌لرزه کشته شده‌اند در حالی که صدها نفر زخمی شده‌اند.

## ۵ اوت ۲۰۱۸
شب یک‌شنبه ۵ اوت ۲۰۱۸ دومین زمین‌لرزه به قدرت ۷ ریشتر در جزیره لومبوک و جزیره بالی به وقوع پیوست که باعث کشته شدن دست‌کم ۹۱ نفر و زخمی شدن تعدادی دیگر گردید. در این زمین‌لرزه بسیاری از این زیرساختها آسیب دیده‌اند.